# Boeing 747

Porównanie czterech największych samolotów na świecie, w tym Boeinga 747-8

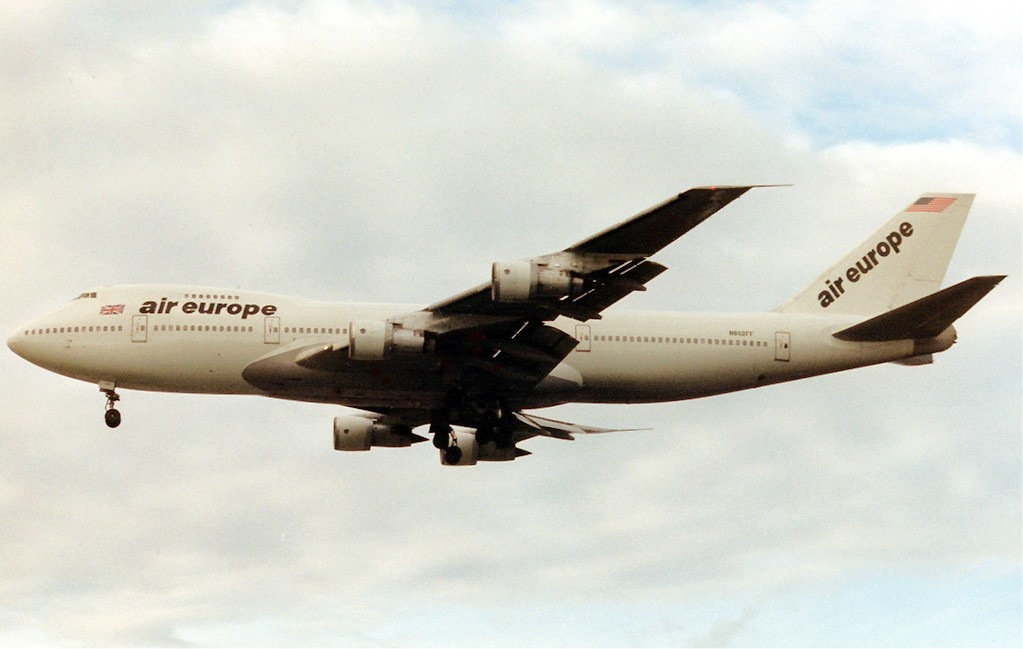
Boeing 747-100 linii Air Europe

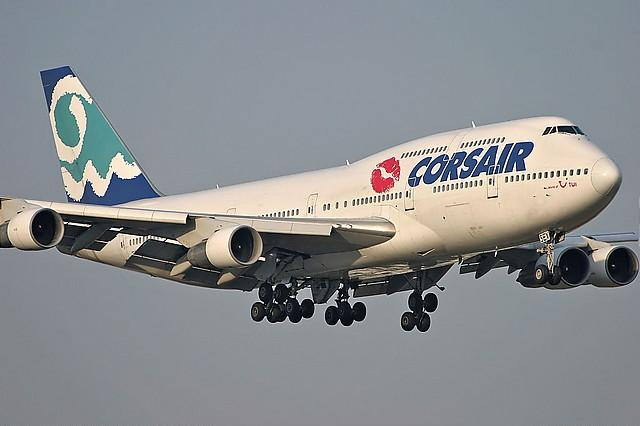
Boeing 747-300 linii Corsair

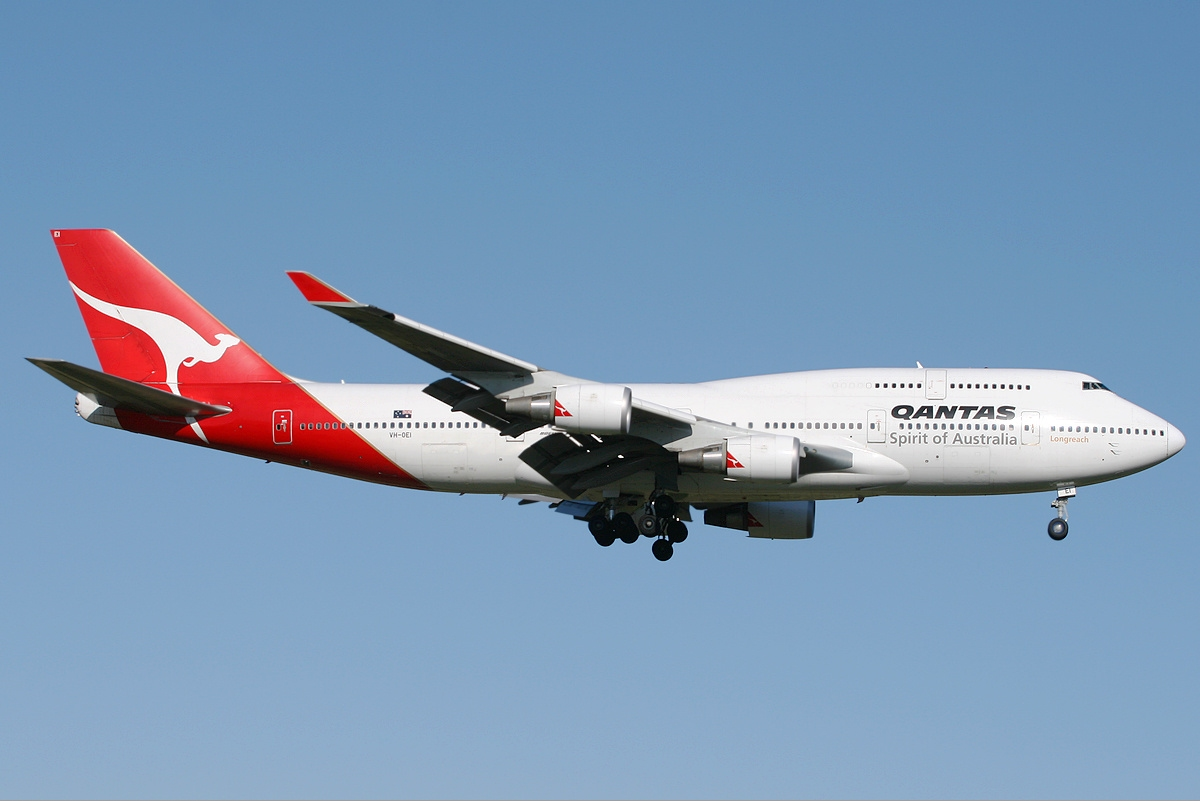
Boeing 747-400ER linii Qantas nad lotniskiem w Melbourne w 2011

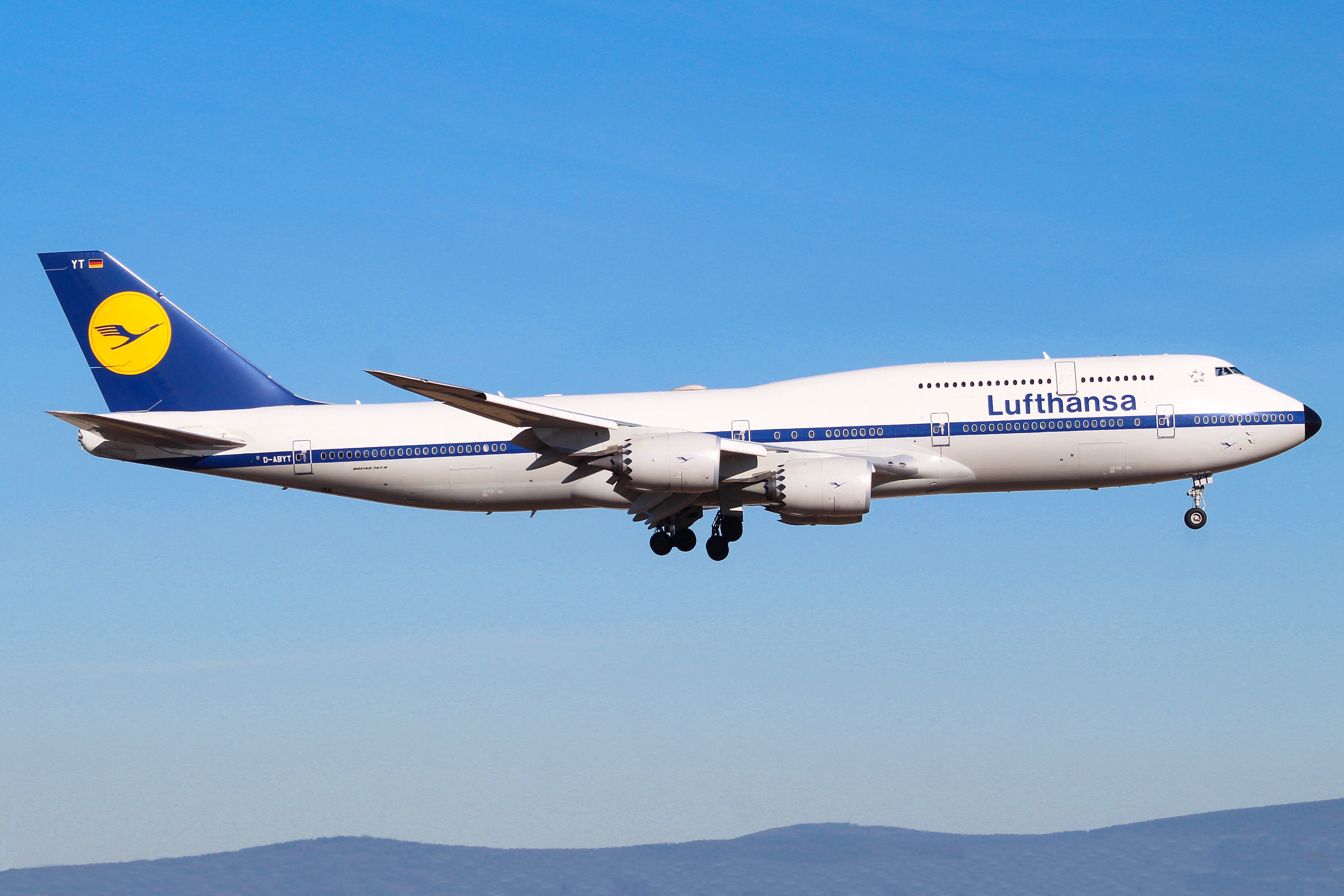
Boeing 747-8I linii Lufthansa nad lotniskiem we Frankfurcie w 2018

Boeing 747 – szerokokadłubowy samolot pasażerski przeznaczony do lotów dalekiego zasięgu, produkowany przez Boeing Company, potocznie nazywany Jumbo Jet – ustępując Airbusowi A380 i An-225 jest jednym z największych samolotów odrzutowych na świecie, mogącym zabrać na pokład, w zależności od wersji i konfiguracji, od 366 do 660 pasażerów. Istnieją także wersje towarowe, oraz wersje półpasażerskie zabierające duży ładunek i 220 pasażerów. Jest to samolot czterosilnikowy (certyfikowany do lotu – w razie awarii – na tylko trzech silnikach), a jego cechą charakterystyczną jest „garb”, w którym mieści się górny pokład samolotu.
Pierwszy lot Boeinga 747 odbył się 9 lutego 1969 roku, a wprowadzony został do służby w 1970 na amerykańskich liniach Pan Am. Do grudnia 2014 wyprodukowano 1501 sztuk tego samolotu we wszystkich wersjach. 28 czerwca 2014 roku Boeing dostarczył 1500. wyprodukowanego Jumbo Jeta, odbiorcą była niemiecka linia Lufthansa, a maszyna była modelem 747-8i.
6 grudnia 2022 roku, producent poinformował oficjalnie o fakcie opuszczenia hali montażowej zakładów w Everett w stanie Waszyngton, ostatniego, wybudowanego Boeinga 747. Od rozpoczęcia produkcji samolotu w 1967 roku, łącznie wyprodukowano 1574 egzemplarze. 31 stycznia 2023 roku w tych samych zakładach odbyła się uroczystość przekazania ostatniego wyprodukowanego Boeinga 747. Samolot w wersji towarowej 747-8F, o rejestracji N863GT trafił do linii Atlas Air, która jest własnością firmy przewozowej Apex Logistics.
Największą liczbą przewiezionych przez samolot Boeing 747 pasażerów podczas jednego lotu jest 1087 osób, co miało miejsce podczas Operacji Salomon w 1991 roku.

## Wersje samolotu

### Seryjnie produkowane

#### 747-100
Pierwsza wersja samolotu, w służbie od 1971 roku, ostatni dostarczony egzemplarz w 1986. Wczesne Boeingi 747 z serii 100 były budowane z sześcioma okienkami na górnym pokładzie. W opcji oferowano dziesięć okien. Niektóre 747-100 zostały przerobione do nowej konfiguracji. Ogółem wybudowano 167 Boeingów 747 serii 100. Boeing nigdy nie wybudował żadnego 747-100 w wersji transportowej, chociaż przerabiano samoloty z konfiguracji pasażerskiej na transportową. Linie lotnicze Pan American World Airways były głównym odbiorcą Boeinga 747 serii 100. Firma Boeing oferowała również opcjonalnie zamontowanie silników Rolls-Royce RB 211 lub General Electric CF6, lecz tylko Saudi Arabian Airlines (obecnie Saudia) wybrała silniki Rolls-Royce’a.

#### 747-200
Wersja w służbie od 1971, ostatni dostarczony egzemplarz (-200F) w 1990. Względem wersji -100 posiada większy zasięg i w konsekwencji mocniejsze silniki, większą pojemność zbiorników paliwa oraz wzmocnioną konstrukcję pozwalającą na podwyższenie masy startowej. 747-200 miała szereg podwersji, w tym:
- Boeing 747-200A
- Boeing 747-200B
  - Boeing 747-2G4B – wersja używana przez prezydenta Stanów Zjednoczonych Ameryki.
- Boeing 747-200C – wersja pasażersko-towarowa.
- Boeing 747-200D- wersja o mniejszym zasięgu i z większą liczbą miejsc dla pasażerów, przeznaczona na rynek japoński.
- Boeing 747-200F – wersja towarowa.
- Boeing 747-200M – wersja pasażersko-towarowa.

#### 747SP
747SP (ang. Special Performance) to krótsza o blisko 15 metrów wersja o wydłużonym zasięgu. Zabierała mniej pasażerów niż wersje -100 i -200 (maksymalnie 440 pasażerów, normalnie około 290), ale zasięgiem dorównywała obecnym samolotom 747-400 (12 325 kilometrów). W służbie od 1976, ostatni egzemplarz dostarczony w 1989. Ogółem wybudowano 45 Boeingów 747SP. Pierwszy egzemplarz rozpoczął służbę w liniach PanAm 4 lutego 1976 roku. To właśnie linie Pan American World Airways były jego głównym odbiorcą.

#### 747SR
747SR (ang. Shortened Range) – wersja krótkiego zasięgu. Używana głównie przez japońskie linie lotnicze, do obsługi krótkich tras o dużym natężeniu ruchu. Wersja ta charakteryzowała się zmniejszoną pojemnością zbiorników paliwa oraz wytrzymalszą konstrukcją dostosowaną do częstych cykli startów i lądowań.

#### 747-300
Najkrócej produkowana wersja samolotów 747, w służbie od 1983; ostatni egzemplarz dostarczony w 1990. W porównaniu do wersji -200 posiada powiększony górny pokład (wykorzystany później w 747-400). Wydłużenie „garba” poprawiło zużycie paliwa na pasażera (zgodnie z regułą pól).

#### 747-400
Najpopularniejsza seria tych samolotów. W służbie od 1989. Wyróżnia je dłuższy górny pokład (garb), oraz winglety na końcach skrzydeł. Podobnie, jak wersja 200, ma wiele podwersji, w tym:
- Boeing 747-400F (ang. Freight) – wersja towarowa, z krótkim górnym pokładem.
- Boeing 747-400D (ang. Domestic) – wersja o krótkim zasięgu, przygotowana na rynek japoński, bez wingletów.
- Boeing 747-400M (czasem nazywaną Combi) – wersję pół pasażerską – pół towarową (tylną połowę głównego pokładu zajmuje przestrzeń towarowa), wyposażoną w duże boczne drzwi towarowe zaraz za lewym skrzydłem.
- Boeing 747-400ER (ang. Extended Range) – wersja o przedłużonym zasięgu I zwiększonej maksymalnej masie startowej.
- Boeing 747-400ERF- wersja towarowa ze zwiększonym zasięgiem i z większą pojemnością cargo.

- Boeing 747-400BCF (ang. Boeing Converted Freighter) – wersja towarowa przerobiona z wersji pasażerskiej (B747-400) w autoryzowanych zakładach Boeinga, z długim pokładem górnym.

Produkcja serii 747-400 została zakończona w roku 2009. Ostatnim egzemplarzem był 747-4HQERF (rejestracja 9K-DAB), przeznaczony dla linii LoadAir Cargo.

#### 747-8
Boeing oficjalnie ogłosił wersję pod tą nazwą w 2005.
- Boeing 747-8F – wersja transportowa
- Boeing 747-8I – wersja pasażerska

### Inne wersje

#### Wersje specjalne

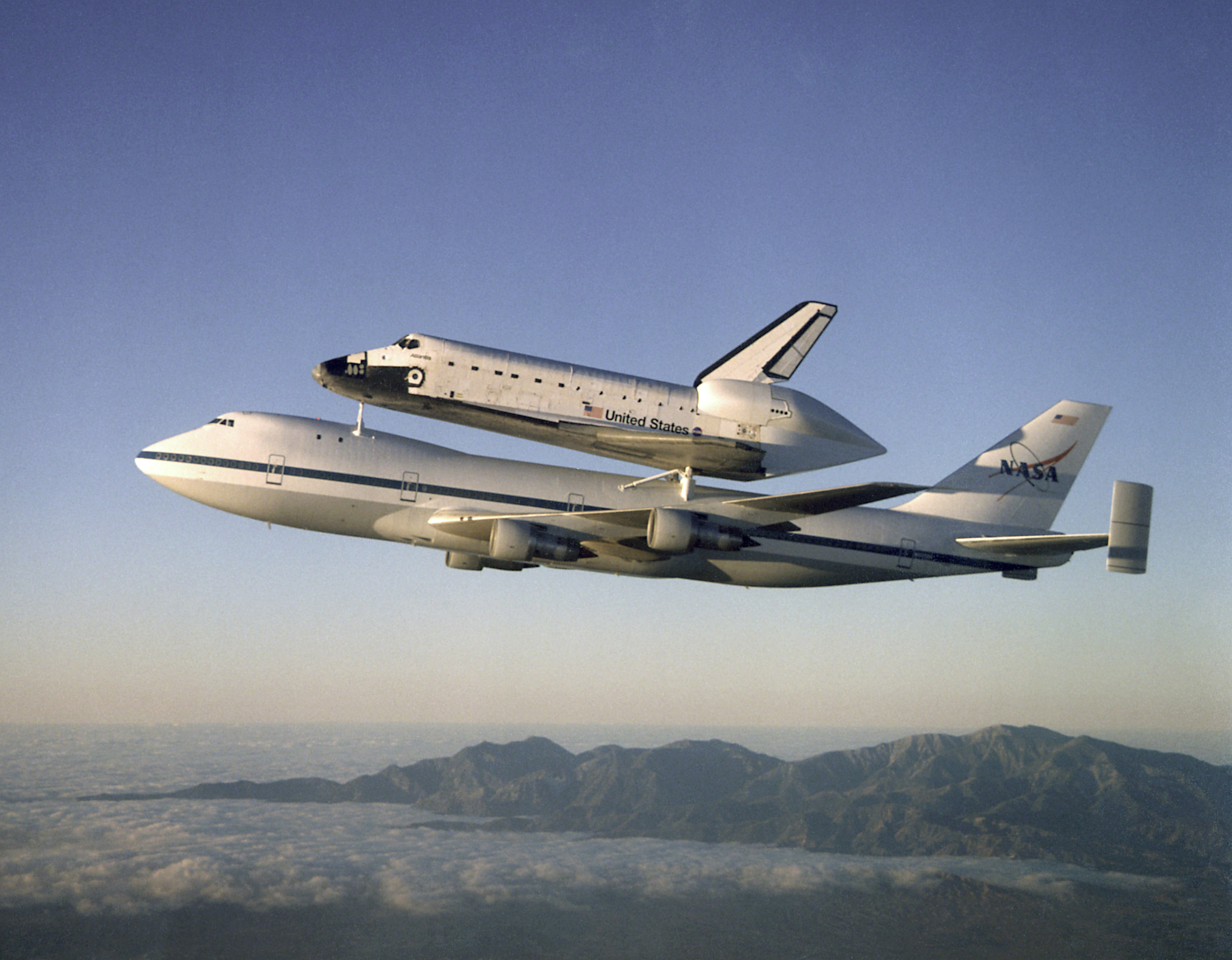
Należący do NASA Boeing 747 SCA transportujący na grzbiecie prom kosmiczny Atlantis.

- Boeing 747 SCA (ang. Shuttle Carrier Aircraft) – wersja wykorzystywana przez NASA do przenoszenia promów kosmicznych z miejsca lądowania (np. z bazy lotniczej Edwards w Kalifornii) z powrotem do Centrum Lotów Kosmiczych im. Kennedy’ego na Florydzie. Są to dwie zmodyfikowane maszyny – 747-100 oraz 747-100SR. Od zwykłych 747-100 różni je to, że zawierają mocowania dla orbitera (jedno z przodu, dwa z tyłu), wzmocnienia w miejscach mocowań, wyposażenie do kontroli elektroniki orbitera oraz oczywiście to, że nie mają miejsc pasażerskich. Dla zwiększenia stabilności posiadają dodatkowe, mniejsze stateczniki pionowe na końcówkach stateczników poziomych.
- C-25 – wersja transportowa dla VIP-ów powstała w 1990. Modyfikacja 747-200B o zmienionym wnętrzu.
- VC-25A – popularnie nazywany Air Force One (chociaż faktycznie nazwą Air Force One oznaczany jest jakikolwiek statek latający US Air Force, na pokładzie którego aktualnie przebywa prezydent USA). Są to zmodyfikowane C-25. Mają rozbudowane i unowocześnione wyposażenie nawigacyjne i komunikacyjne. Posiadają także urządzenia do tankowania w locie.
- E-4 – zmilitaryzowana wersja 747-200. Samoloty te mogą służyć jako mobilne centra dowodzenia w sytuacjach kryzysowych. Również posiadają wyposażenie do tankowania w czasie lotu. Samoloty te są wyposażone w osłony przeciw efektom wybuchów jądrowych, między innymi przeciwko impulsom elektromagnetycznym (EMP). Występuje w dwóch podwersjach:
  - E-4A
  - E-4B
- Boeing 747 LCF Dreamlifter – wersja wyolbrzymiona, przystosowana do przewożenia części kadłuba nowego Boeinga 787. Podobnie do Belugi, środkowa część jego kadłuba ma znacznie większą średnicę, pozwalająca na przewóz dużo większych ładunków.
- SOFIA – Stratosferyczne Obserwatorium Astronomii Podczerwonej zbudowane na bazie Boeing 747SP.
- YAL-1 – nosiciel lasera przeznaczonego do zwalczania pocisków balistycznych w pierwszej fazie lotu[9].
- Boeing 747 Supertanker – wersja przeznaczona do gaszenia pożarów.

## Dane techniczne
| Typ                                          | 747-100                                       | 747-200B                                                             | 747-300                                                              | 747-400 747-400ER                                                                                          | 747-8I                                 |
| -------------------------------------------- | --------------------------------------------- | -------------------------------------------------------------------- | -------------------------------------------------------------------- | --- | -------------------------------------- |
| Załoga                                       | Trzy osoby                                    | Trzy osoby                                                           | Trzy osoby                                                           | Dwie osoby                                                                                                 | Dwie osoby                             |
| Standardowa ilość siedzeń                    | 452 (2-klasy) 366 (3-klasy)                   | 452 (2-klasy) 366 (3-klasy)                                          | 496 (2-klasy) 412 (3-klasy)                                          | 524 (2-klasy) 416 (3-klasy)                                                                                | 467 (3-klasy)                          |
| Długość                                      | 70,6 m                                        | 70,6 m                                                               | 70,6 m                                                               | 70,6 m | 76,3 m                                 |
| Rozpiętość skrzydeł                          | 59,6 m                                        | 59,6 m                                                               | 59,6 m                                                               | 64,4 m | 68,5 m                                 |
| Wysokość                                     | 19,3 m                                        | 19,3 m                                                               | 19,3 m                                                               | 19,4 m | 19,4 m                                 |
| Masa własna                                  | 358 000 lb (162 400 kg)                       | 383 000 lb (174 000 kg)                                              | 392 800 lb (178 100 kg)                                              | 393 263 lb (178 756 kg) ER: 406 900 lb (184 600 kg)                                                        | 472 900 lb (214 503 kg)                |
| Maksymalna masa startowa                     | 735 000 lb (333 390 kg)                       | 833 000 lb (377 842 kg)                                              | 833 000 lb (377 842 kg)                                              | 875 000 lb (396 890 kg) ER: 910 000 lb (412 775 kg)                                                        | 975 000 lb (442 253 kg)                |
| Prędkość przelotowa (na wysokości 35 000 ft) | Mach 0,84 (555 mph, 893 km/h, 481 kt)         | Mach 0,84 (555 mph, 893 km/h, 481 kt)                                | Mach 0,84 (555 mph, 893 km/h, 481 kt)                                | Mach 0,85 (567 mph, 913 km/h, 493 kt) ER: Mach 0,855 (570 mph, 918 km/h, 495 kt)                           | Mach 0,855 (570 mph, 918 km/h, 495 kt) |
| Prędkość maksymalna                          | Mach 0,89 (594 mph, 955 km/h, 516 kt)         | Mach 0,89 (594 mph, 955 km/h, 516 kt)                                | Mach 0,89 (594 mph, 955 km/h, 516 kt)                                | Mach 0,92 (614 mph, 988 km/h, 533 kt)                                                                      |                                        |
| Maksymalny zasięg                            | 5300 Mm (9 800 km)                            | 6850 Mm (12 700 km)                                                  | 6700 Mm (12 400 km)                                                  | 7260 Mm (13 450 km) ER: 7670 Mm (14 205 km)                                                                | 8000 Mm (14 815 km)                    |
| Pojemność zbiorników                         | 183 380 L                                     | 199 158 L                                                            | 199 158 L                                                            | 216 840 L ER: 241 140 L                                                                                    | 243 120 L                              |
| Dostępne silniki                             | PW JT9D-7A RR RB211-524B2                     | PW JT9D-7R4G2 GE CF6-50E2 RR RB211-524D4                             | PW JT9D-7R4G2 GE CF6-80C2B1 RR RB211-524D4                           | PW 4062 GE CF6-80C2B5F RR RB211-524G/H ER: GE CF6-80C2B5F                                                  | GEnx-2B67                              |
| Ciąg (pojedynczej jednostki)                 | PW 46 500 lbf (207 kN) RR 50 100 lbf (223 kN) | PW 54 750 lbf (244 kN) GE 52 500 lbf (234 kN) RR 53 000 lbf (236 kN) | PW 54 750 lbf (244 kN) GE 55 640 lbf (247 kN) RR 53 000 lbf (236 kN) | PW 63 300 lbf (282 kN) GE 62 100 lbf (276 kN) RR 59 500/60,600 lbf (265/270 kN) ER: GE 62 100 lbf (276 kN) | 66 500 lbf (296 kN)                    |

## Statystyki produkcji
| Rok        | Suma | 2017 | 2016 | 2015 | 2014 | 2013 | 2012 | 2011 | 2010 | 2009 | 2008 | 2007 | 2006 | 2005 | 2004 | 2003 | 2002 | 2001 | 2000 | 1999 | 1998 |
| ---------- | ---- | ---- | ---- | ---- | ---- | ---- | ---- | ---- | ---- | ---- | ---- | ---- | ---- | ---- | ---- | ---- | ---- | ---- | ---- | ---- | ---- |
| Zamówienia | 1552 | -4   | 17   | 2    | 0    | 12   | 7    | 7    | 1    | 5    | 2    | 25   | 54   | 48   | 10   | 4    | 17   | 16   | 26   | 35   | 15   |
| Dostawy    | 1531 | 3    | 9    | 18   | 19   | 24   | 31   | 9    | 0    | 8    | 14   | 16   | 14   | 13   | 15   | 19   | 27   | 31   | 25   | 47   | 53   |

| Rok        | 1997 | 1996 | 1995 | 1994 | 1993 | 1992 | 1991 | 1990 | 1989 | 1988 | 1987 | 1986 | 1985 | 1984 | 1983 | 1982 | 1981 | 1980 | 1979 | 1978 | 1977 | 1976 | 1975 | 1974 |
| ---------- | ---- | ---- | ---- | ---- | ---- | ---- | ---- | ---- | ---- | ---- | ---- | ---- | ---- | ---- | ---- | ---- | ---- | ---- | ---- | ---- | ---- | ---- | ---- | ---- |
| Zamówienia | 36   | 56   | 32   | 16   | 2    | 23   | 31   | 122  | 56   | 49   | 66   | 84   | 42   | 23   | 24   | 14   | 23   | 49   | 72   | 76   | 42   | 14   | 20   | 29   |
| Dostawy    | 39   | 26   | 25   | 40   | 56   | 61   | 64   | 70   | 45   | 24   | 23   | 35   | 24   | 16   | 22   | 26   | 53   | 73   | 67   | 32   | 20   | 27   | 21   | 22   |

| Rok        | 1973 | 1972 | 1971 | 1970 | 1969 | 1968 | 1967 | 1966 |
| ---------- | ---- | ---- | ---- | ---- | ---- | ---- | ---- | ---- |
| Zamówienia | 29   | 18   | 7    | 20   | 30   | 22   | 43   | 83   |
| Dostawy    | 30   | 30   | 69   | 92   | 4    | –    | –    | –    |

- Dane do 30 kwietnia 2017[10]

## Użytkownicy

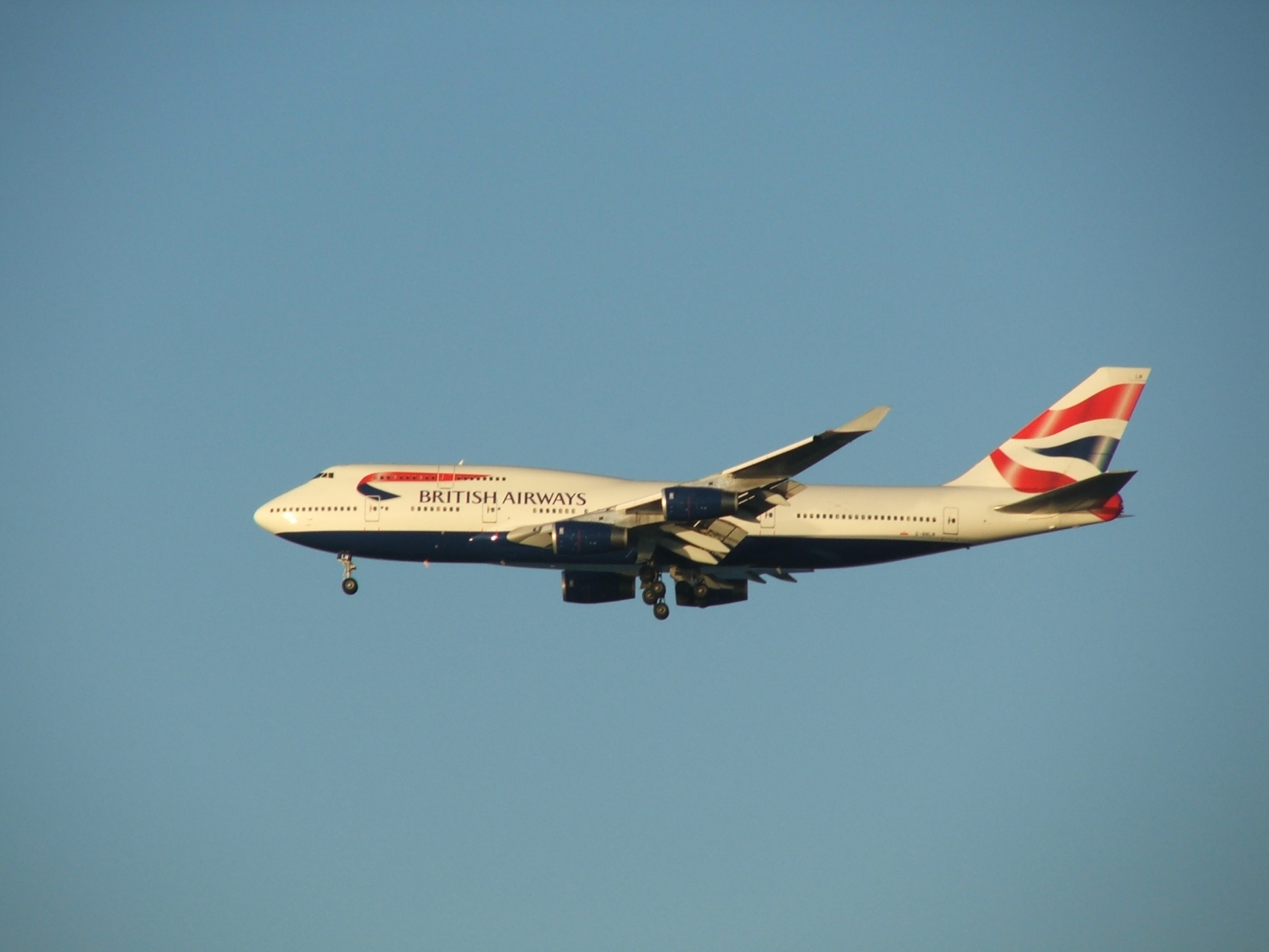
Boeing 747-400 linii lotniczych British Airways

Największymi użytkownikami modelu 747 są:
| Linie lotnicze         | 747-100 | 747-200 | 747-300 | 747-400 | 747SP | RAZEM |
| ---------------------- | ------- | ------- | ------- | ------- | ----- | ----- |
| Atlas Air              |         | 6       |         | 16      |       | 22    |
| Cathay Pacific         |         |         |         | 20      |       | 20    |
| China Airlines         |         | 2       |         | 33      |       | 35    |
| Kalitta Air            | 1       | 16      |         | 6       |       | 23    |
| Korean Air             |         |         |         | 43      |       | 43    |
| Lufthansa              |         |         |         | 8       |       | 8     |
| Saudi Arabian Airlines |         | 1       | 10      | 13      | 1     | 25    |

Największym użytkownikiem B747 w historii, były linie Pan American World Airways (w skrócie Pan Am), mające w swojej flocie 72 sztuki tych samolotów w wersjach -100/-200/SP.

## Kokpit
Samoloty wersji 100, 200 oraz 300 wyposażone były w kokpit dla trzech członków załogi: kapitana, pierwszego oficera oraz inżyniera pokładowego. Od lat dziewięćdziesiątych w wielu maszynach zamontowano nowoczesne urządzenia nawigacyjne, niekiedy zastępując sztuczny horyzont wyświetlaczem. W wersji 400 wprowadzono szklany kokpit początkowo wyposażony w ekrany CRT, później LCD. Dzięki automatyzacji załoga zredukowana została do dwóch osób. Samoloty 747-8 posiadają niemal identyczny kokpit jak 747-400.

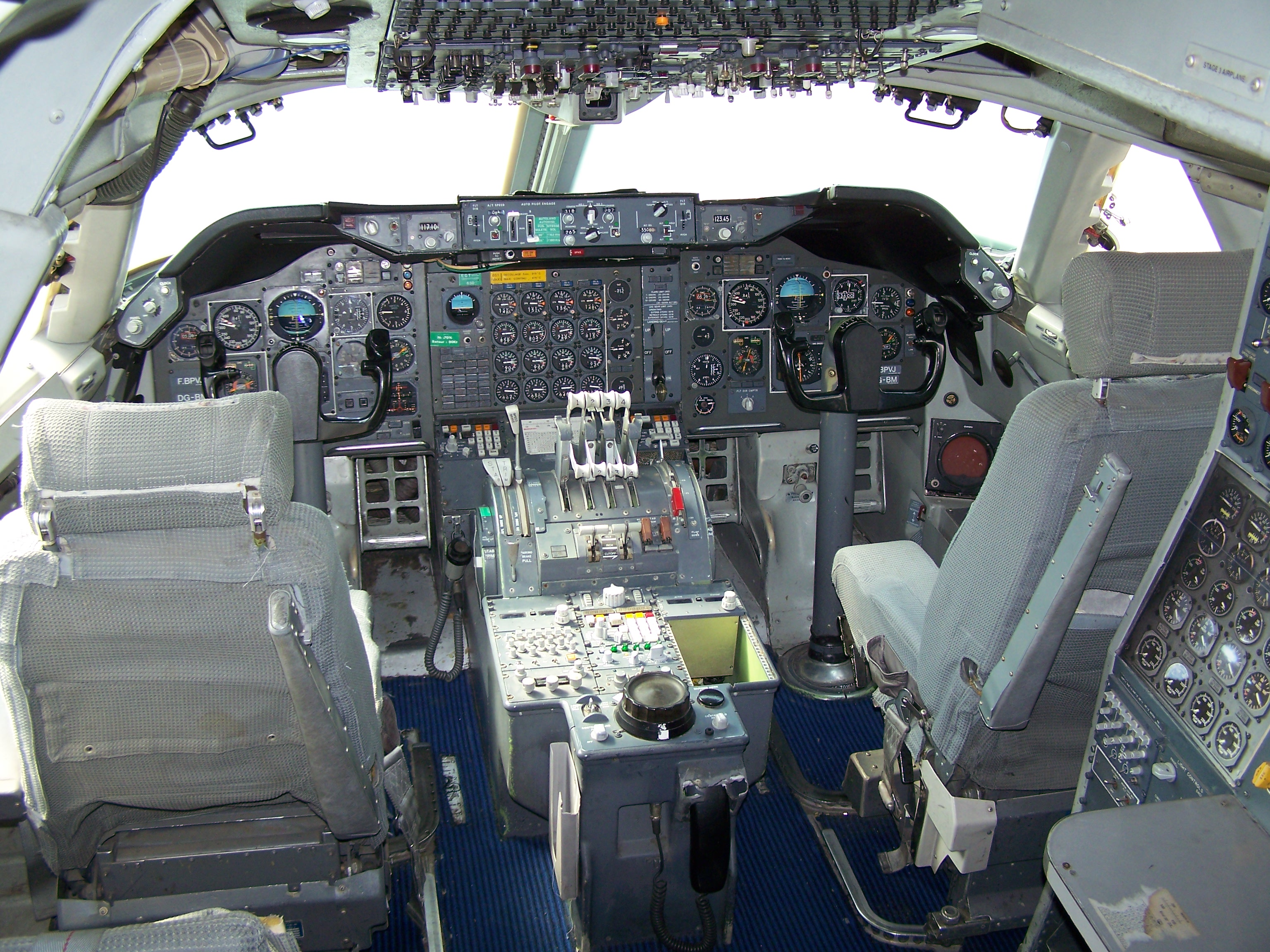
Kokpit samolotów wersji 100/200/300
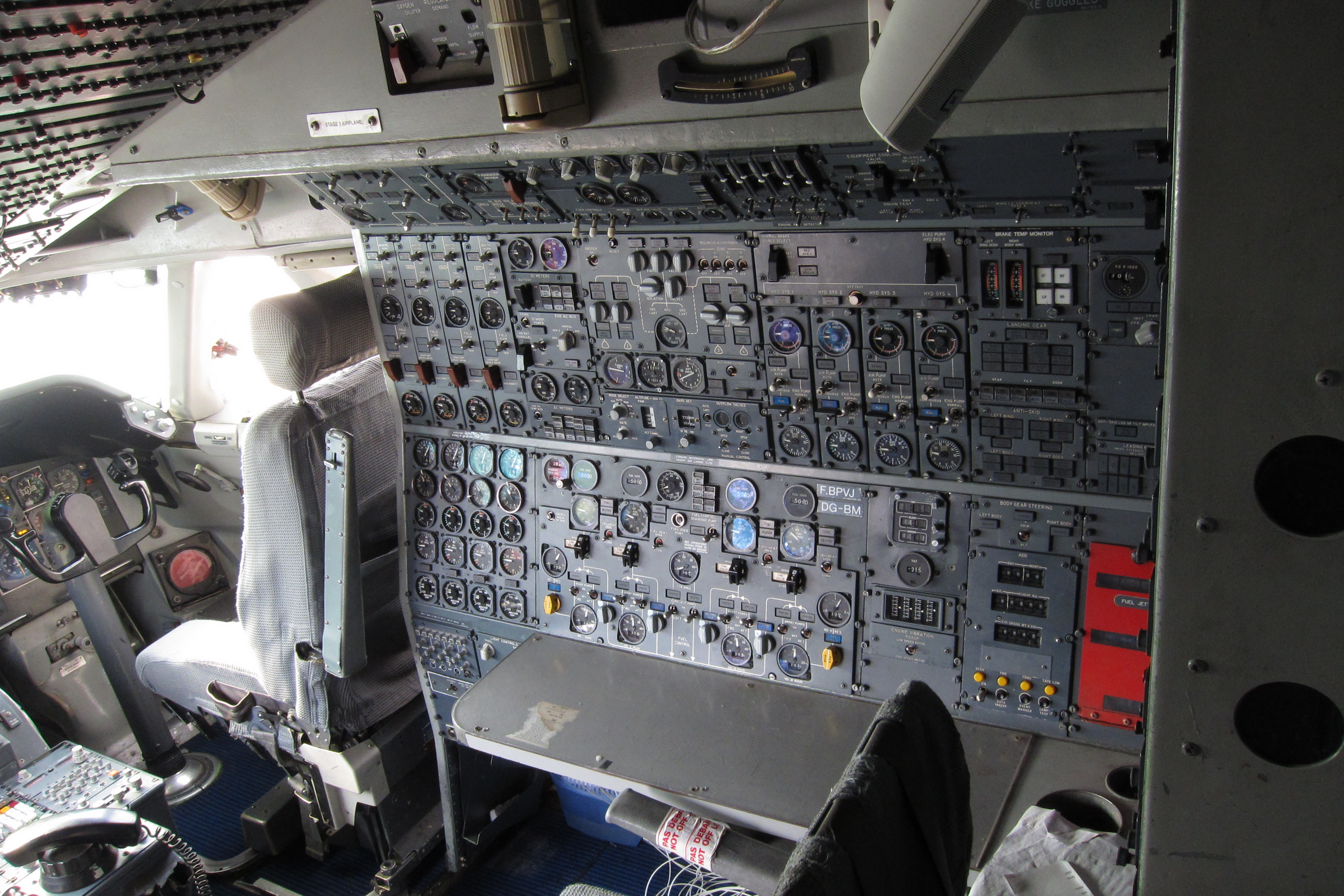
Stanowisko inżyniera pokładowego wersji 100/200/300
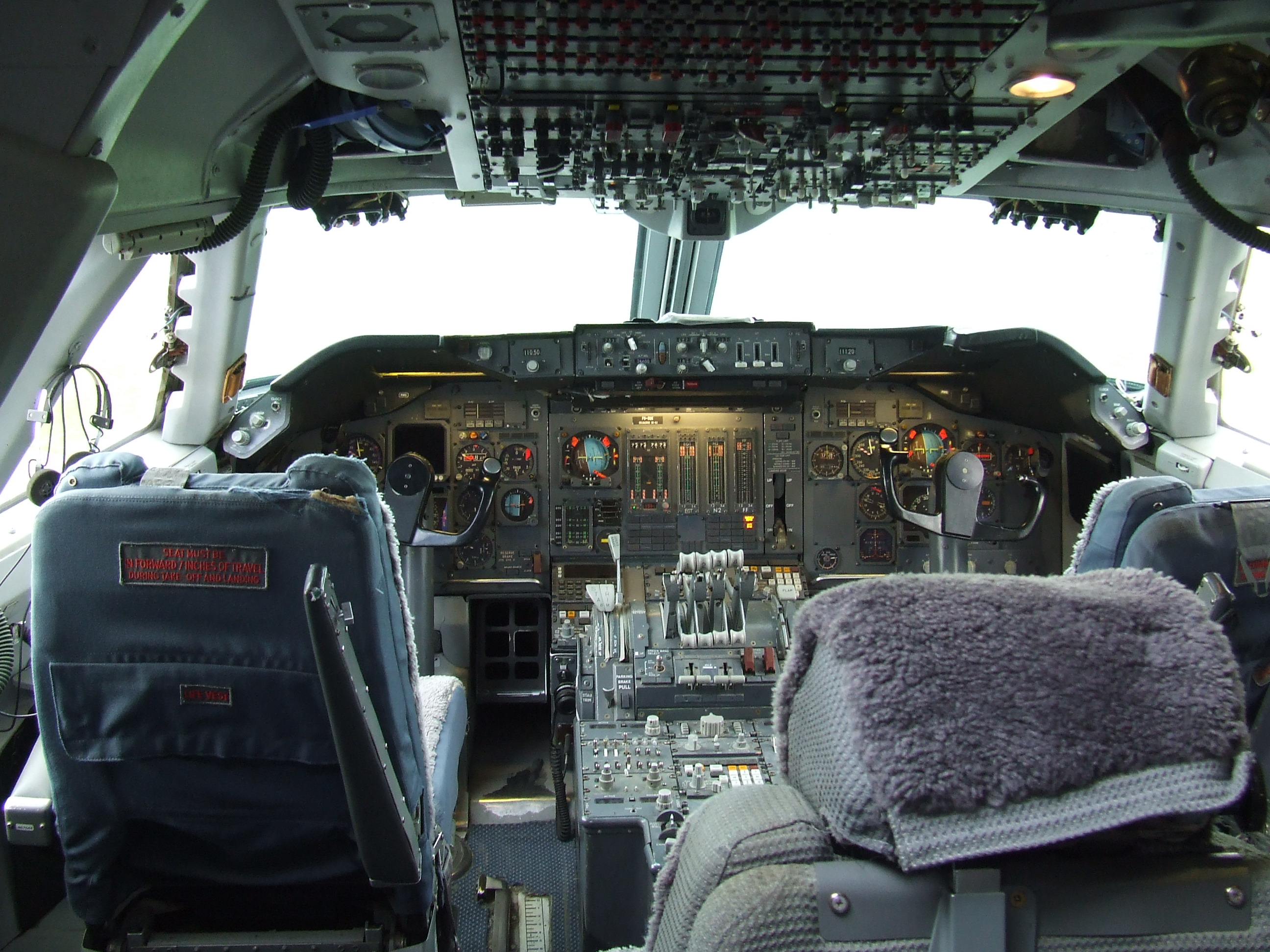
Taśmowe wskaźniki silników. Po stronie kapitana zamontowane nowoczesne urządzenia nawigacyjne
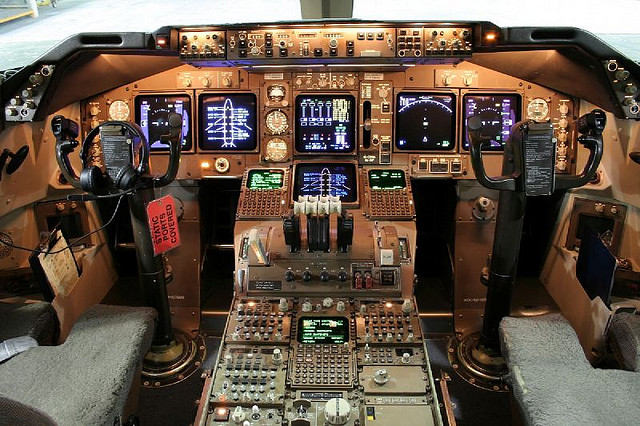
Szklany kokpit wersji 400
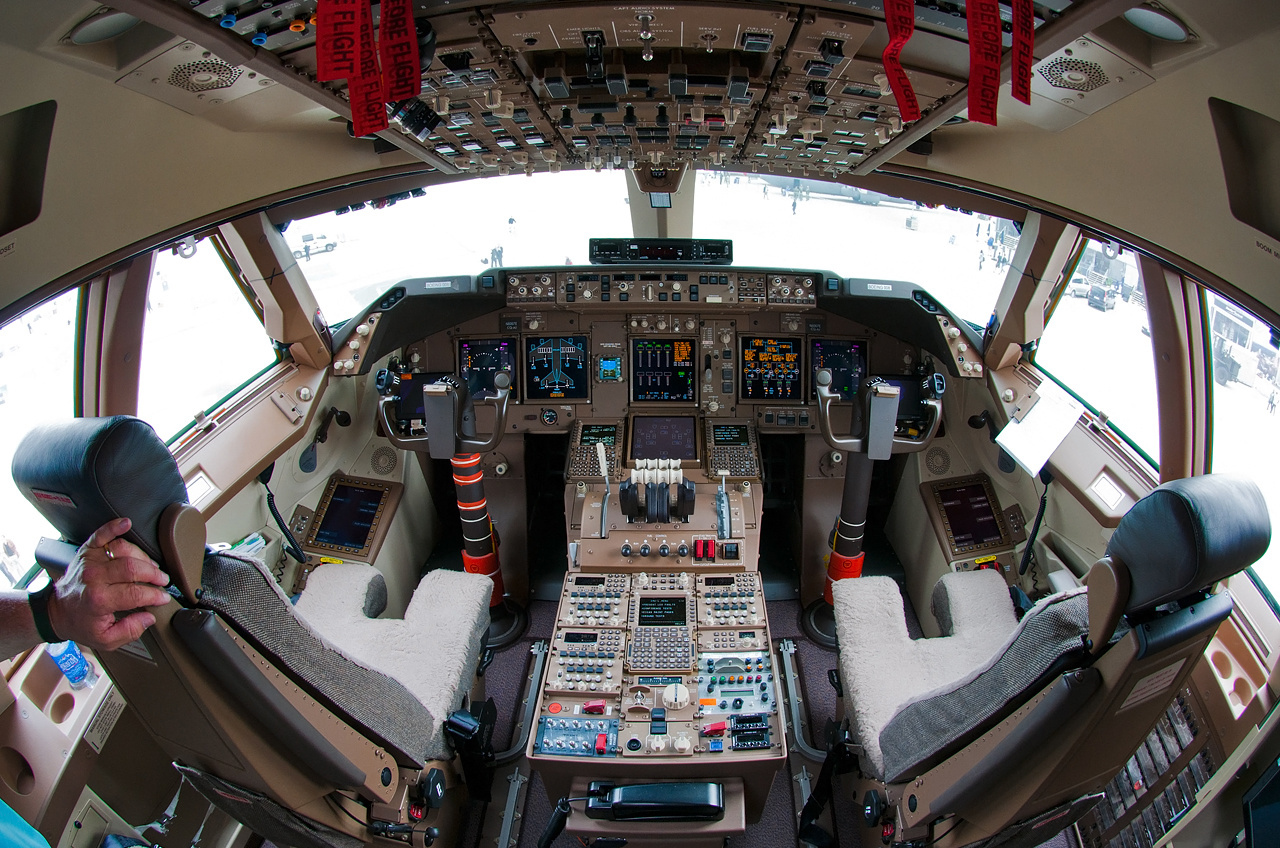
Kokpit 747-8